# Distrito Histórico de Arden Park-East Boston
El Distrito Histórico de Arden Park-East Boston es un vecindario de la ciudad de Detroit, Míchigan, delimitado al oeste por Woodward Avenue, al norte con East Boston Boulevard, al este con Oakland Avenue y al sur con Arden Park Boulevard. El área está inmediatamente adyacente al distrito histórico más grande de Boston-Edison, en el lado opuesto de Woodward Avenue, y está muy cerca de Atkinson Avenue. Hay 92 casas en el distrito, todas en East Boston y Arden Park Boulevards. Arden Park Boulevard y East Boston Boulevard cuentan con prominentes medianas cubiertas de hierba con árboles y flores ricamente plantados. Los contratiempos de las viviendas son profundos, con lotes de gran tamaño. El distrito fue incluido en el Registro Nacional de Lugares Históricos en 1982.

## Historia
El vecindario fue construido originalmente en 1892 por Joseph R. McLaughlin y Edmund J. Owen a lo largo de dos calles al este de Woodward: específicamente, East Boston Boulevard y East Chicago Boulevard. y se les dio el nombre de "Subdivisión de McLaughlin y Owen". Los lotes eran espaciosos para atraer a los residentes más ricos de la ciudad. La subdivisión se vendió dos veces antes de ser comprada por Max Broock, un destacado promotor inmobiliario, en 1910. A instancias de Broock, el nombre de "East Chicago" fue cambiado a "Arden Park", dando a la vía su nombre actual.

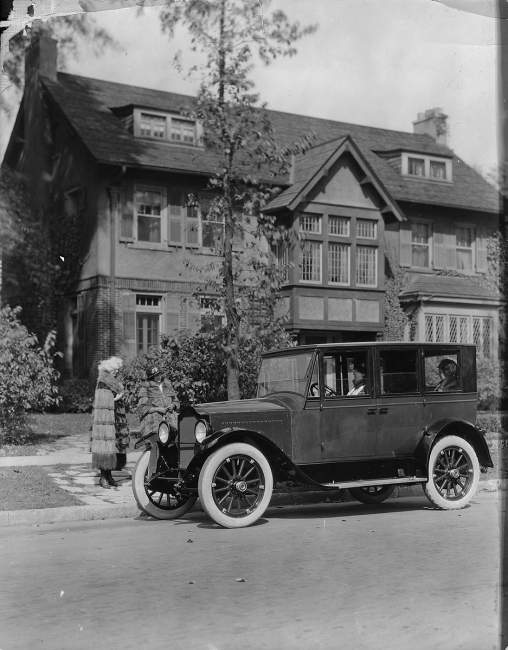
211 Arden Park Blvd, Detroit, 1921. La foto se utilizó en la publicidad de Packard Automotive.

Aunque el vecindario se construyó por primera vez en 1892, la mayoría de las casas construidas en la comunidad datan de las dos primeras décadas del siglo XX. Este período coincidió con un auge económico en Detroit, y muchos nuevos millonarios contrataron arquitectos para diseñar viviendas prestigiosas en el vecindario. Los estilos arquitectónicos incluyen renacimiento italiano, neocolonial británico, neo-tudor, estilo bungaló y pradera.
Algunos de los primeros residentes del vecindario fueron los íconos automotrices Frederick Fisher y John Dodge, el pionero del comercio minorista J.L. Hudson, así como Alexander Y. Malcomson, Clayton y Albert Grinnell. Otro magnate minorista, Stanley Kresge, Jr. de la fama de K-Mart, vivía en la comunidad. La casa de Frederick Fisher, en Arden Park Boulevard, fue construida en 1918 en el estilo de una villa italiana según el plan del arquitecto George D. Mason. La residencia, que comprende casi 1100 m², está construida completamente con piedra caliza de Indiana y presenta elaborados tallados en piedra y herrajes.
211 Arden Park fue construido en 1914 por Hans Gehrke para un renombrado joyero de la época, Robert CJ Traub (hasta 1911, la joyería Traub Bros. & Co. estaba ubicada donde Foran's Grand Trunk Pub se encuentra ahora en el centro de Detroit. La tienda más tarde trasladado a la esquina de Woodward Avenue y Grand River). La casa Traub apareció en la portada de la revista House Beautiful en 1914, así como todas las páginas de ese número presentaban interiores de la casa. Esta fuente brindó la oportunidad de mantener la arquitectura y el diseño interior de la casa en su estado original.
El monumento más destacado del vecindario es la Catedral del Santísimo Sacramento. Al lado de la catedral, se encuentra la residencia personal del arzobispo de Detroit.
En la década de 1940, entre los residentes notables se encontraban Dewitt Burton, fundador del Burton Mercy Hospital; Charles Diggs, Sr. primer negro elegido para el Senado del estado de Míchigan (padre de Charles Diggs, Jr.), y Haley Bell, dentista y el primer negro en recibir una licencia de la FCC para operar una estación de radio (WCHB). Stephen C. Campbell, pastor de la Iglesia Bautista Russell El Profeta St. Jones, un prominente líder religioso afroamericano de Detroit de la década de 1950, vivía en una mansión en Arden Park y a menudo se dirigía a su congregación desde los escalones de la entrada de la residencia.
El vecindario alberga en la actualidad sobre todo a profesionales, muchos de los cuales trabajan en el Downtown. El vecindario figura en el Registro Nacional de Lugares Históricos, el Registro de Sitios Históricos del Estado de Míchigan y es un Distrito Histórico Designado de la Ciudad de Detroit.

## Galería

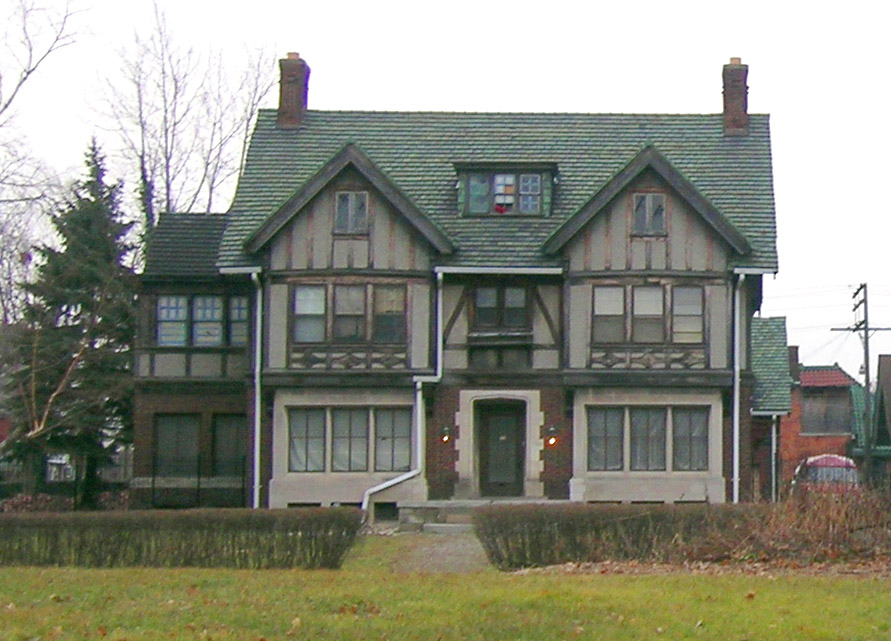
Una casa típica en el barrio de Arden Park-East Boston.
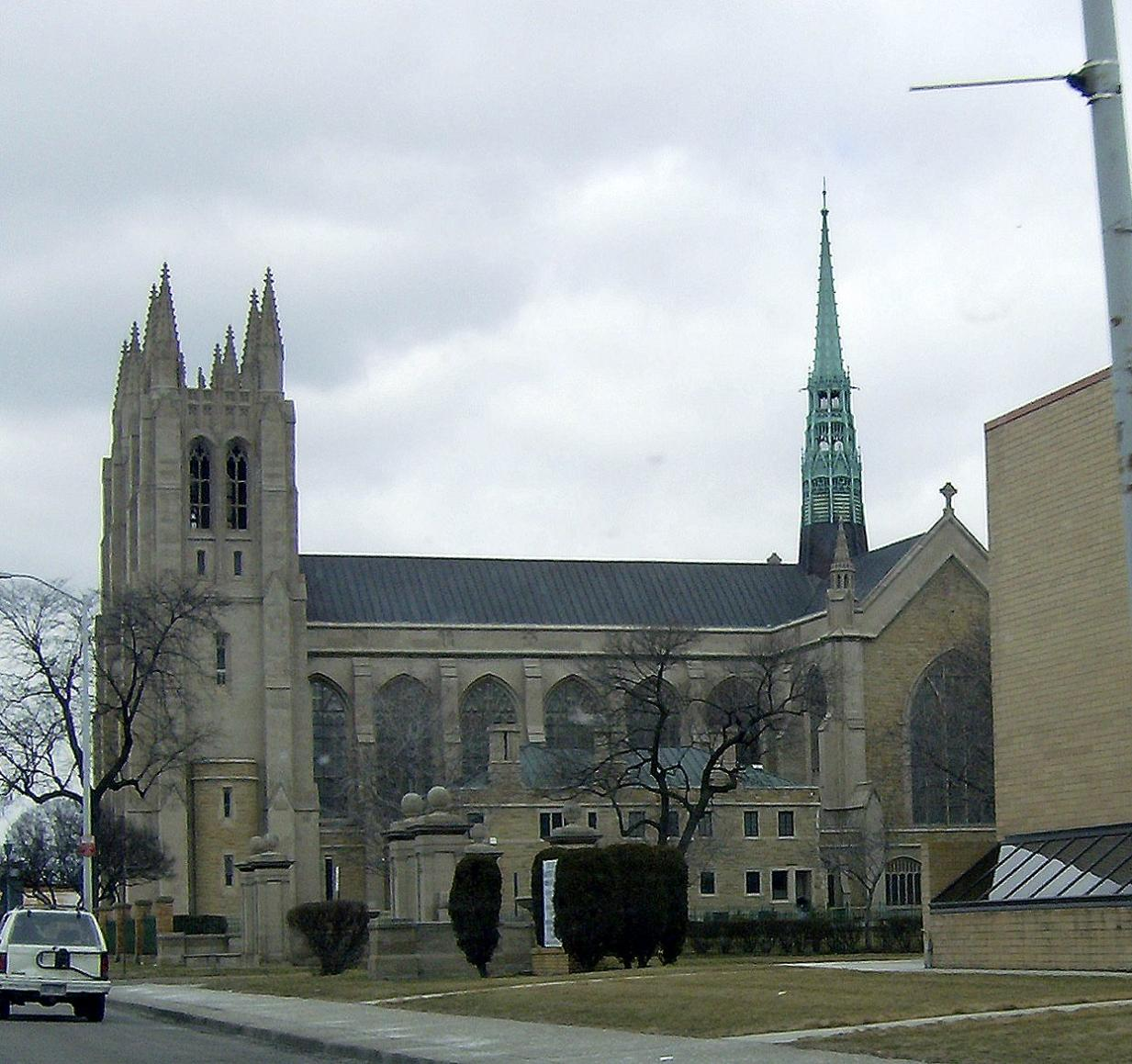
Catedral del Santísimo Sacramento
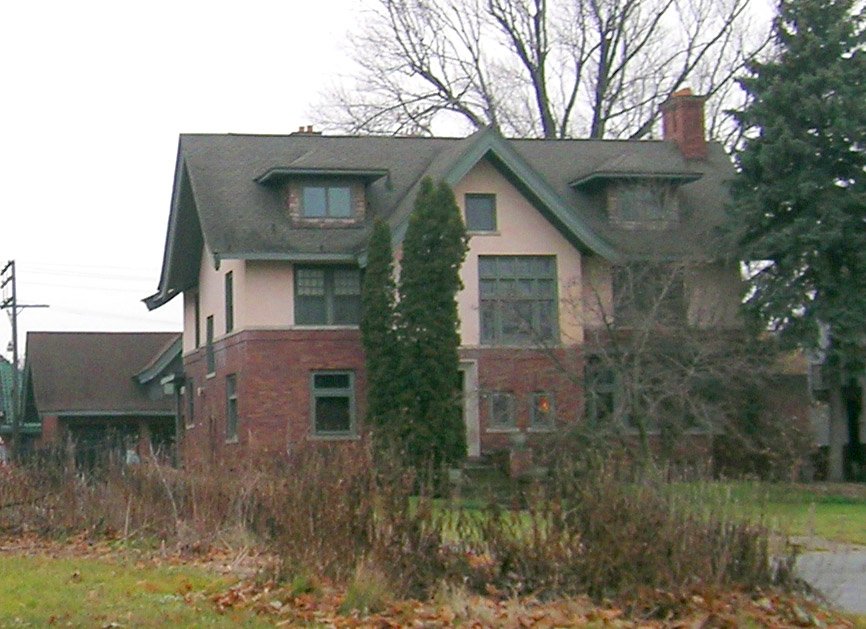
Otra casa típica en el barrio de Arden Park-East Boston.